# Roissard
Pour les articles homonymes, voir Roissard (homonymie).
Roissard est une commune française située dans le département de l'Isère, en région Auvergne-Rhône-Alpes.
Le village, autrefois situé dans l'ancienne province royale du Dauphiné, appartient à un territoire de moyenne montagne dont l'altitude se situe entre 500 m et 1 200 m d'altitude et qui se trouve entre des massifs montagneux qui l'entourent de trois côtés : à l'ouest, on peut découvrir le massif du Vercors, au sud et à l'est se détache le chaînon de l'Obiou appartenant au massif du Dévoluy.
Ses habitants sont appelés les « Roissardons ».

## Géographie

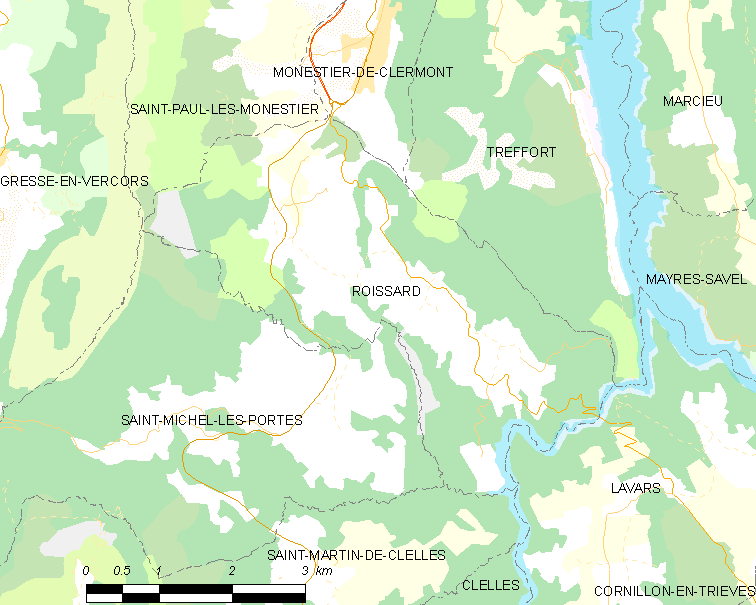
Plan de la commune de Roissard et des communes limitrophes

### Localisation et description
Roissard est un petit village de moyenne montagne essentiellement rural à vocation résidentielle. Situé au sud du département de l'Isère et de la région Auvergne-Rhône-Alpes, le territoire communal est situé non loin de la route Grenoble - Marseille, lieu de passage routier au niveau des balcons du Vercors non loin de la vallée de la Gresse et des reliefs du Trièves.  Positionné sur le versant méridional du col du Fau, dans le Trièves, son territoire marqué par un petit bourg entourés de petits hameaux garde une tradition agricole encore très ancrée, avec ses fours détrés et des maisons paysannes.
Depuis la RN75, route principale, reliant Grenoble à Sisteron, une route rejoignant le village, se prolonge en direction du pont suspendu de Brion, reconstruit en 1951, sur la gorge de l'Ébron : 126 m de haut, 100 m de long.

### Géologie et relief
Le glacis alluvial du Trièves occidental est fragmenté en panneaux séparés par des ravins. Sa partie orientale correspond au versant ouest de la cuesta bajocienne et sur laquelle sont implantées les deux principales localités de Roissard, au nord et de Lavars (au sud), a été séparée de celle, occidentale, des pentes de Saint-Michel-les-Portes et de Clelles par des cours d'eau selon un axe nord-sud.

### Hydrographie
Le territoire communal est sillonne par plusieurs cours d'eau :
- Au sud, l'Ébron, d'une longueur de 32,1 km[3].
- À l'ouest, le torrent de Riffol, d'une longueur de 8,1 km[4].
- Au nord, le ruisseau de Vanayre.

### Climat
Pour des articles plus généraux, voir Climat d'Auvergne-Rhône-Alpes et Climat de l'Isère.
En 2010, le climat de la commune est de type climat des marges montargnardes, selon une étude du Centre national de la recherche scientifique s'appuyant sur une série de données couvrant la période 1971-2000. En 2020, Météo-France publie une typologie des climats de la France métropolitaine dans laquelle la commune est exposée à un climat de montagne ou de marges de montagne et est dans la région climatique  Alpes du sud, caractérisée par une pluviométrie annuelle de 850 à 1 000 mm, minimale en été. 
Pour la période 1971-2000, la température annuelle moyenne est de 9,9 °C, avec une amplitude thermique annuelle de 17,7 °C. Le cumul annuel moyen de précipitations est de 1 026 mm, avec 9,2 jours de précipitations en janvier et 6,2 jours en juillet. Pour la période 1991-2020, la température moyenne annuelle observée sur la station météorologique de Météo-France la plus proche, « Monestier », sur la commune de Monestier-de-Clermont à 4 km à vol d'oiseau, est de 9,9 °C et le cumul annuel moyen de précipitations est de 1 062,6 mm,. Pour l'avenir, les paramètres climatiques de la commune estimés pour 2050 selon différents scénarios d'émission de gaz à effet de serre sont consultables sur un site dédié publié par Météo-France en novembre 2022.

### Voies routières
Depuis la RN75, route principale, reliant Grenoble à Sisteron, une route départementale (la RD34) rejoignant le village, se prolonge ensuite en direction du pont suspendu de Brion, reconstruit en 1951, sur la gorge de l'Ébron : 126 m de haut, 100 m de long.

## Urbanisme

### Typologie
Au 1er janvier 2024, Roissard est catégorisée commune rurale à habitat dispersé, selon la nouvelle grille communale de densité à sept niveaux définie par l'Insee en 2022.
Elle est située hors unité urbaine. Par ailleurs la commune fait partie de l'aire d'attraction de Grenoble, dont elle est une commune de la couronne,. Cette aire, qui regroupe 204 communes, est catégorisée dans les aires de 700 000 habitants ou plus (hors Paris),.

### Occupation des sols
L'occupation des sols de la commune, telle qu'elle ressort de la base de données européenne d’occupation biophysique des sols Corine Land Cover (CLC), est marquée par l'importance des forêts et milieux semi-naturels (56,3 % en 2018), en augmentation par rapport à 1990 (55,4 %). La répartition détaillée en 2018 est la suivante : 
forêts (51,1 %), zones agricoles hétérogènes (21,4 %), prairies (16,8 %), espaces ouverts, sans ou avec peu de végétation (3,2 %), terres arables (3,1 %), eaux continentales (2,4 %), milieux à végétation arbustive et/ou herbacée (1,9 %). L'évolution de l’occupation des sols de la commune et de ses infrastructures peut être observée sur les différentes représentations cartographiques du territoire : la carte de Cassini (XVIIIe siècle), la carte d'état-major (1820-1866) et les cartes ou photos aériennes de l'IGN pour la période actuelle (1950 à aujourd'hui).

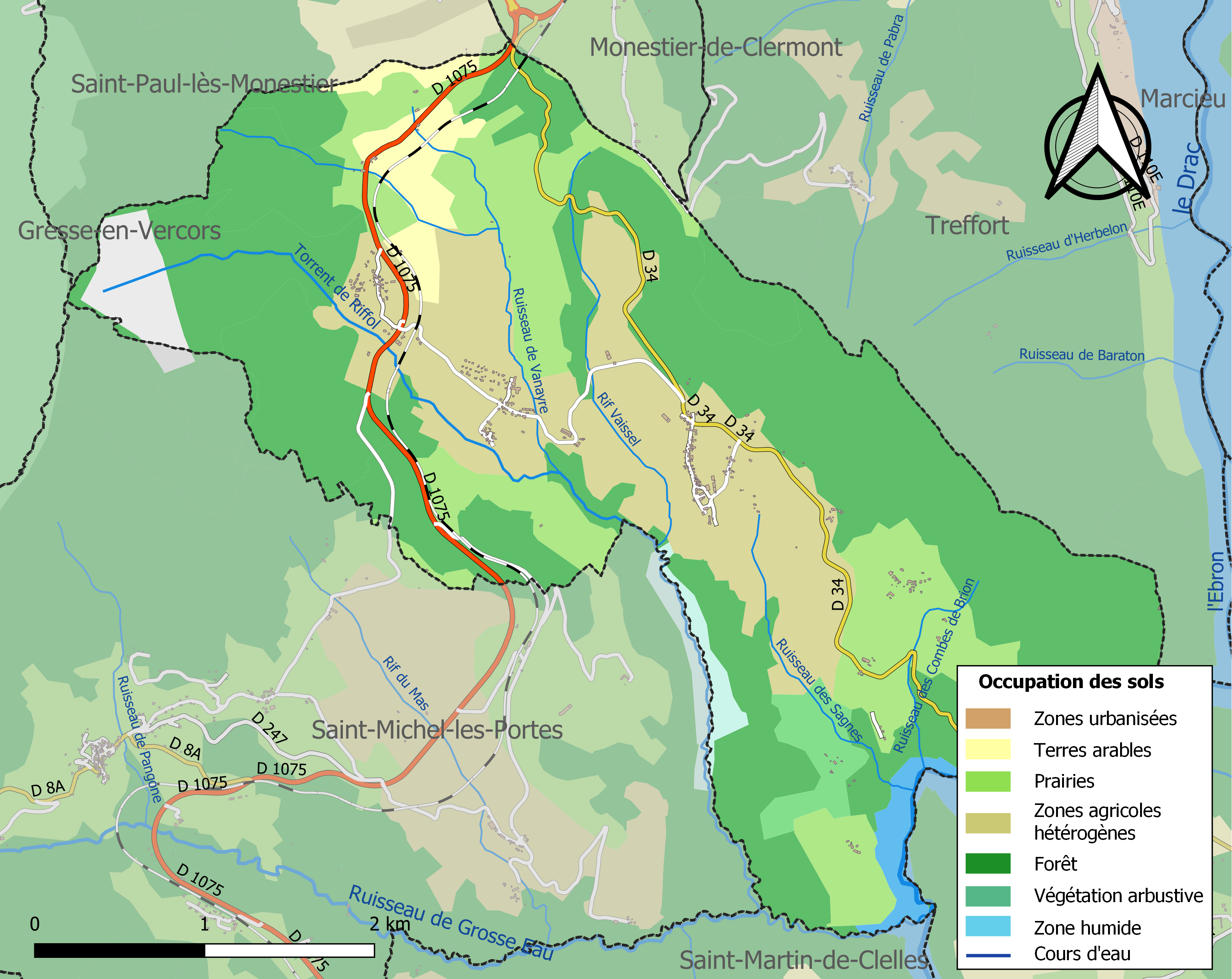
Carte des infrastructures et de l'occupation des sols de la commune en 2018 (CLC).

### Lieux-dits et écarts
Le territoire de la commune comprend divers hameaux, dont :
- le Fau
- les Peyrouses
- Maissenas
- Martine
- l'Homme
- les Fauries

### Risques naturels et technologiques

#### Risques sismiques
L'ensemble du territoire de la commune de Roissard est situé en zone de sismicité n°3 dite « modérée, » (sur une échelle de 1 à 5) comme la plupart des communes de son secteur géographique. Elle se situe cependant au sud de la limite d'une zone sismique classifiée de « moyenne ».
| Type de zone | Niveau            | Définitions (bâtiment à risque normal) |
| ------------ | ----------------- | -------------------------------------- |
| Zone 3       | Sismicité modérée | accélération = 1,1 m/s2                |

Une forte secousse ressentie dans la région de Monestier-de-Clermont se serait produite le 5 mai 1931 : 

« Ce matin, vers 4 heures 45, la population de Monestier-de-Clermont a perçu une secousse assez forte qui s'est prolongée pendant une minute. On ne signale pas d'accident de personne. »

— Le Matin, 6 mai 1931.
Cependant, aucun séisme local ou régional n'est répertorié dans les catalogues à cette date. La durée de la secousse (« une minute ») fait plus penser à un glissement de terrain qu'à un séisme.
Cette même zone de Monestier-de-Clermont est cependant citée comme correspondant à l'extrémité sud de la « faille bordière de Belledonne », identifiée comme un alignement de séismes se prolongeant sur plusieurs dizaines de kilomètres jusqu'à Albertville (Savoie), et sur laquelle pourrait un jour se produire un séisme de forte magnitude.

## Toponymie
Le village est nommé en latin Riaciasco au VIIIe siècle, de Royssanis au XIVe. Jean-Claude Bouvier (Noms de lieux du Dauphiné - Bonneton, 2002) pense qu'il s'agit au départ d'un nom gaulois de personne.

## Histoire

### Préhistoire et Antiquité
Le village héberge le site d'une ancienne occupation romaine. Nombreuses tombes gallo-romaines et sanctuaire à la côte des Araygnées.
Occupation du sanctuaire du Ier siècle av. J.-C. au IVe siècle apr. J.-C. attestée par la découverte d'une drachme au bouquetin, de nombreux deniers de la république romaine, d'un dépôt de dupondii de Nîmes des 1er, second et troisième type, de plusieurs nummi des empereurs Constantin et Jovien.
Artefacts : deux fibules de type Feugere A17, de nombreux imbrices de poterie des Ier et IIe siècles, brique romaine.
Ce sanctuaire est très certainement un temple de Diane, théorie relative aux patines marbrées des dupondii de Nimes, patine caractéristique des monnaies ayant séjourné longuement dans l'eau…).

### Moyen Âge
La maison forte du Clos, construite sur un éperon rocheux dominant à plus de 200 mètres le lit du Drac (aujourd'hui noyé sous le lac artificiel de Monteynard-Avignonnet), fut bâtie au XIIIe siècle. Son seigneur était à l'époque des guerres de religion le seul seigneur catholique, auquel s'opposaient ses seigneurs huguenots voisins. Au pied de la falaise (et aujourd'hui au bord du lac) se trouve le château d'Herbelon (hors de la commune).

## Politique et administration

### Liste des maires
| Période                                  | Période  | Identité         | Étiquette | Qualité    |
| ---------------------------------------- | -------- | ---------------- | --------- | ---------- |
| 2001                                     | En cours | Christophe Drure | DVG       | Professeur |
| Les données manquantes sont à compléter. |          |                  |           |            |

## Population et société

### Démographie
L'évolution du nombre d'habitants est connue à travers les recensements de la population effectués dans la commune depuis 1793. Pour les communes de moins de 10 000 habitants, une enquête de recensement portant sur toute la population est réalisée tous les cinq ans, les populations de référence des années intermédiaires étant quant à elles estimées par interpolation ou extrapolation. Pour la commune, le premier recensement exhaustif entrant dans le cadre du nouveau dispositif a été réalisé en 2004.

En 2022, la commune comptait 320 habitants, en évolution de +6,67 % par rapport à 2016 (Isère : +3,07 %, France hors Mayotte : +2,11 %).
| 1793 | 1800 | 1806 | 1821 | 1831 | 1836 | 1841 | 1846 | 1851 |
| ---- | ---- | ---- | ---- | ---- | ---- | ---- | ---- | ---- |
| 323  | 352  | 344  | 333  | 381  | 410  | 372  | 399  | 383  |

| 1856 | 1861 | 1866 | 1872 | 1876 | 1881 | 1886 | 1891 | 1896 |
| ---- | ---- | ---- | ---- | ---- | ---- | ---- | ---- | ---- |
| 351  | 359  | 363  | 359  | 359  | 348  | 320  | 281  | 244  |

| 1901 | 1906 | 1911 | 1921 | 1926 | 1931 | 1936 | 1946 | 1954 |
| ---- | ---- | ---- | ---- | ---- | ---- | ---- | ---- | ---- |
| 222  | 216  | 201  | 179  | 174  | 167  | 184  | 184  | 177  |

| 1962 | 1968 | 1975 | 1982 | 1990 | 1999 | 2004 | 2006 | 2009 |
| ---- | ---- | ---- | ---- | ---- | ---- | ---- | ---- | ---- |
| 137  | 136  | 95   | 141  | 199  | 193  | 222  | 217  | 245  |

| 2014 | 2019 | 2022 | - | - | - | - | - | - |
| ---- | ---- | ---- | - | - | - | - | - | - |
| 294  | 316  | 320  | - | - | - | - | - | - |

### Enseignement
La commune est rattachée à l'académie de Grenoble et dépend de la zone A.
Une école Montessori accueillant les enfants de 3 à 10 ans est située sur la commune. L'école publique est située à Monestier-de-Clermont, ainsi que le collège, avec un ramassage scolaire.

### Équipements culturels et sportifs
L'espace équestre du Trièves est situé dans hameau de Messenas.

### Médias
Historiquement, le quotidien à grand tirage Le Dauphiné libéré consacre, chaque jour, y compris le dimanche, dans son édition de l'Isère-Sud, un ou plusieurs articles à l'actualité du canton et de la communauté de communes, ainsi que des informations sur les éventuelles manifestations locales, les travaux routiers, et autres événements divers à caractère local.
La commune est située sur l'aire de diffusion de radio Ici Isère, une radio publique qui émet sur tout le territoire du département de l'Isère.

### Cultes
La communauté catholique et l'église de Roissard (propriété de la commune) sont rattachées à la paroisse « Notre Dame d'Esparron » qui couvre vingt-huit autres églises du secteur, la maison paroissiale étant située à Monestier-de-Clermont. cette paroisse dépend de la Doyenné « Montagnes Sud » et du diocèse de Grenoble-Vienne.

## Économie

### Secteur agricole
La commune et ce secteur est également le berceau de fromages typiques du Trièves, avec la fromagerie du Mont Aiguille : le Brion au lait de chèvre, le Trois Pis réalisé avec les trois laits (chèvre, vache et brebis) et bien sûr le Trièves au lait de vache.

### Autres secteurs
La commune est proche du lac de Monteynard, important site touristique de la région.

## Culture et patrimoine

### Lieux et monuments

#### Patrimoine religieux
L'église paroissiale de Roissard est placée sous le patronage de saint Étienne.

#### Patrimoine civil

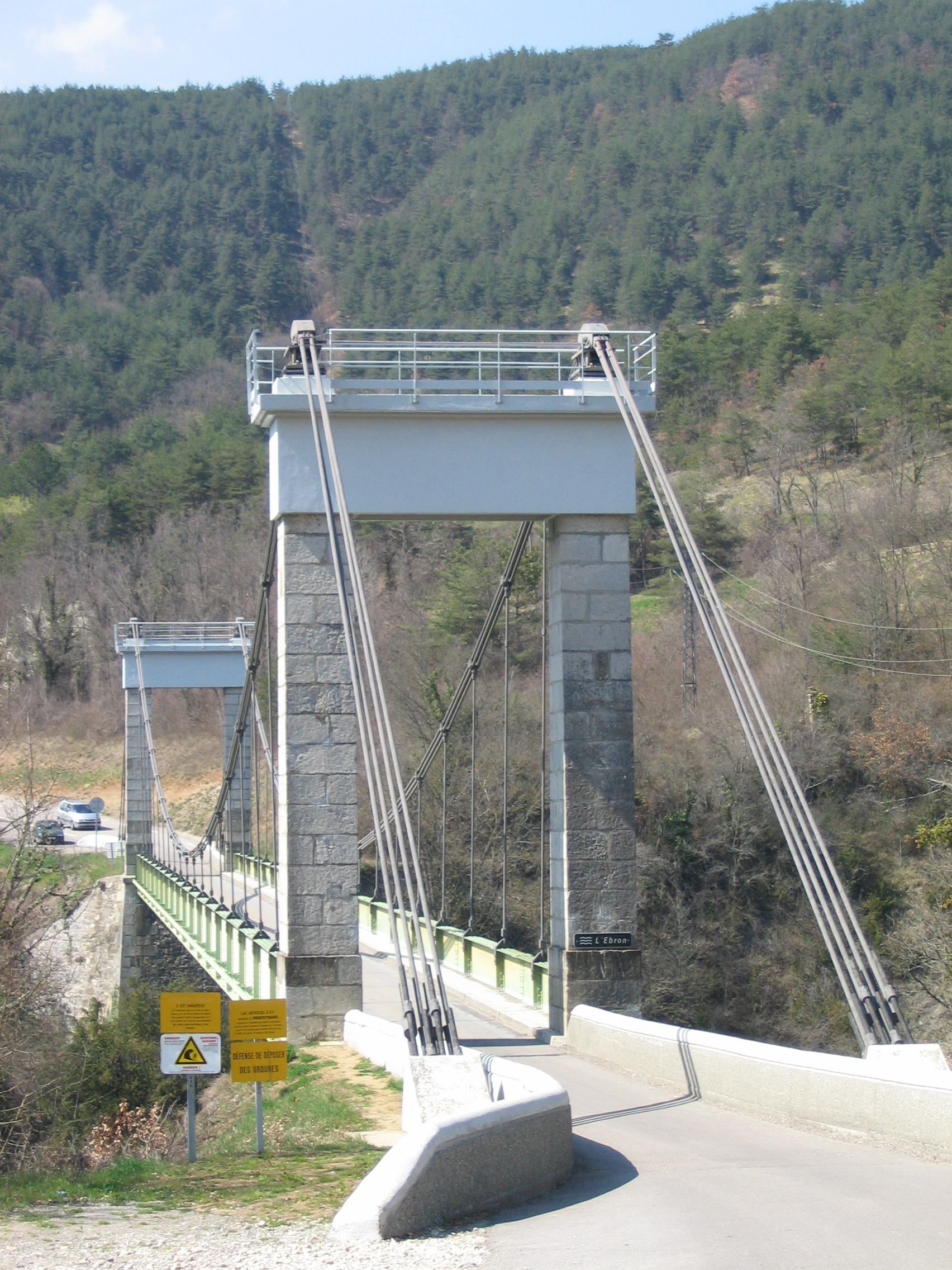
Pont de Brion

- Le monument aux morts communal, de facture assez classique se présente sous la forme d'un obélisque sur socle avec comme motif, une croix et des représentations d'armes et de drapeaux entrecroisés et entouré d'une grille. Ce monument commémore le souvenirs des soldats originaires de la commune disparus lors de la Première guerre mondiale[28].
- Château des Bardonnenche, maison forte transformée en mairie.
- Villa Gaymard du début du XXe siècle, située près de l'église.
- Domaine du Clos, sur la falaise dominant l'Ebron et le Drac, ancienne place forte du XIIIe siècle , maison reconstruite dans les années 1950 par le Colonel Gaymard.
- Le pont de Brion (partagé avec la commune voisine de Lavars)

### Personnalités liées à la commune
Le peintre du XIXe siècle, Jules Guédy, bien que né à Grenoble le 1er mars 1805 (10 ventôse de l'an XIII) et mort à Pau le 23 avril 1876, est parfois répertorié comme étant né à Roissard. Ses tableaux se trouvent dans différents musées de la région, Grenoble, Chambéry mais aussi dans des églises de cette région.Il participa également à la restauration de nombreux tableaux en France, en particulier à Albi. C'est lui qui fut choisi pour peindre les enfants ayant vécu une apparition de la Vierge à La Salette, qui devint un pèlerinage important en France. Il peignit principalement des paysages et des portraits. Il mourut à Pau en 1876 et trois de ses fils devinrent peintres, restaurateur de tableaux, vendeurs de tableaux et photographe, Théodore, Eugène et  Louis, et un petit-fils Gaston.

### Héraldique
|  | Roissard possède des armoiries dont l'origine et le blasonnement exact ne sont pas disponibles. |